# Coálgebra
En matemáticas, las coálgebras son estructuras que son duales (en el sentido de teoría de categorías de invertir flechas) a las álgebras asociativas unitarias. Los axiomas de álgebras asociativas unitarias se pueden formular en términos de diagramas conmutativos. Invirtiendo todas las flechas de los diagramas se obtienen los axiomas de coálgebras.
Toda coálgebra, por dualidad, da lugar a un álgebra, pero el recíproco no es cierto en general. En dimensión finita, la relación sí se cumple siempre en ambos sentidos.
Las coálgebras ocurren de manera natural en diferentes contextos (por ejemplo, en álgebras envolventes universales o en esquemas de grupo).
Existen también F-coálgebras, con importantes aplicaciones en ciencias de la computación.

## Definición formal
Formalmente, una coálgebra sobre un cuerpo K es un espacio vectorial C sobre K junto con unas aplicaciones K-lineales Δ: C → C ⊗ C y ε: C → K tales que
1. {\displaystyle (\mathrm {id} _{C}\otimes \Delta )\circ \Delta =(\Delta \otimes \mathrm {id} _{C})\circ \Delta }
2. {\displaystyle (\mathrm {id} _{C}\otimes \epsilon )\circ \Delta =\mathrm {id} _{C}=(\epsilon \otimes \mathrm {id} _{C})\circ \Delta }.

donde ⊗ se refiere al producto tensorial sobre K e id es la función identidad.
Esta condición es equivalente a que los siguientes diagramas conmuten:
En el primer diagrama identificamos C ⊗ (C ⊗ C) con (C ⊗ C) ⊗ C ya que ambos son naturalmente isomorfos. De la misma forma, en el segundo diagrama se identifican los espacios naturalmente isomorfos C, C ⊗ K y K ⊗ C.
El primer diagrama es el dual del que expresa la asociatividad de la multiplicación de álgebras, y se denomina coasociatividad de la comultiplicación. El segundo, es el dual del que expresa la existencia de una identidad multiplicativa. De esta forma, se dice que la aplicación Δ es la comultiplicación o coproducto de C y ε es la counidad de C.

## Ejemplos
Tomemos un conjunto arbitrario S y formemos el K-espacio vectorial con base S. Los elementos de este espacio vectorial son las funciones de S en K que llevan todos los elementos S a cero excepto un número finito; identificamos el elemento s de S con la función que lleva s a 1 y el resto de elementos de S a 0. Denotaremos este espacio como C = K(S). Definimos
Δ(s) = s ⊗ s y  ε(s) = 1 para todo s en S.
Por linealidad, tanto Δ como ε pueden extenderse de forma única a todo C. El espacio vectorial C se convierte así en una coálgebra con comultiplicación Δ y counidad ε.
Como segundo ejemplo, se puede tomar el anillo de polinomios K[X] en una indeterminada X. Este se convierte en una coálgebra (la coálgebra de potencia dividida) si para todo n ≥ 0 se define: 
{\displaystyle \Delta (X^{n})=\sum _{k=0}^{n}{\dbinom {n}{k}}X^{k}\otimes X^{n-k},}
{\displaystyle \epsilon (X^{n})={\begin{cases}1&{\mbox{if }}n=0\\0&{\mbox{if }}n>0\end{cases}}}
De nuevo por linealidad, con ello se definen Δ y ε con unicidad sobre todo K[X]. De esta forma K[X] es tanto un álgebra asociativa unitaria como una coálgebra, y las dos estructuras son compatibles. Los objetos como este se llaman biálgebras, y de hecho muchas de las coálgebras importantes que se consideran en la práctica son biálgebras. Estos ejemplos incluyen las álgebras de Hopf y las biálgebras de Lie.
Las álgebras tensoriales y las álgebras exteriores son otros ejemplos de coálgebras.
La homología singular de un espacio topológico forma una coálgebra graduada siempre que se cumpla el isomorfismo de Künneth, por ejemplo si los coeficientes se toman sobre un cuerpo.
Si C es el K-espacio vectorial con base {s, c}, podemos considerar Δ: C → C ⊗ C dado por
Δ(s) = s ⊗ c + c ⊗ s
Δ(c) = c ⊗ c − s ⊗ s
y ε: C → K dado por
ε(s) = 0
ε(c) = 1
En esta situación, (C, Δ, ε) es una coálgebra conocida como coálgebra trigonométrica.
Dado un conjunto parcialmente ordenado localmente finito P con conjunto de intervalos J se puede definir la coálgebra de incidencia C con J como base y comultiplicación para x < z
{\displaystyle \Delta [x,z]=\sum _{x<y<z}[x,y]\otimes [y,z]\ .}
Los intervalos de longitud cero se corresponden con puntos de P y forman un grupo.

## Dimensión finita
En dimensión finita, la dualidad entre álgebras y coálgebras es más cercana: el dual de un álgebra asociativa unitaria de dimensión finita es una coálgebra, mientras que el dual de una coálgebra de dimensión finita es un álgebra asociativa unitaria. En general, el dual de un álgebra no tiene por qué ser una coálgebra.
La clave es que en dimensión finita, (A ⊗ A)∗ y A∗ ⊗ A∗ son isomorfos.
La distinción está en que en general, álgebra y coálgebra son nociones duales (es decir, sus axiomas son duales en el sentido de invertir las flechas), mientras que para dimensión finita son objetos duales (en el sentido de que una coálgebra es el objeto dual de un álgebra y viceversa).
Si A es una K-álgebra asociativa unitaria de dimensión finita, entonces su K-dual A∗ consistente en las aplicaciones K-lineales de A en K es una coálgebra. La multiplicación de A puede verse como una aplicación lineal A ⊗ A → A, que al pasar al dual lleva a una aplicación lineal A∗ → (A ⊗ A)∗. En el caso de dimensión finita, (A ⊗ A)∗ es naturalmente isomorfo a A∗ ⊗ A∗, de forma que se tiene una comultiplicación en A∗. La counidad de A∗ viene dada por la evaluación de funcionales lineales en 1.

## Notación de Sweedler
Al trabajar con coálgebras, una cierta notación para la comultiplicación simplifica las fórmulas considerablemente y es bastante popular. Dado un elemento c de la coálgebra (C, Δ, ε), existen elementos c(1)(i) y c(2)(i) en C tales que
{\displaystyle \Delta (c)=\sum _{i}c_{(1)}^{(i)}\otimes c_{(2)}^{(i)}.}
En la notación de Sweedler, esto se abrevia en
{\displaystyle \Delta (c)=\sum _{(c)}c_{(1)}\otimes c_{(2)}.}
El hecho de que ε sea una counidad se puede expresar con la siguiente fórmula
{\displaystyle c=\sum _{(c)}\varepsilon (c_{(1)})c_{(2)}=\sum _{(c)}c_{(1)}\varepsilon (c_{(2)}).\;}
La coasociatividad de Δ se puede expresar como 
{\displaystyle \sum _{(c)}c_{(1)}\otimes \left(\sum _{(c_{(2)})}(c_{(2)})_{(1)}\otimes (c_{(2)})_{(2)}\right)=\sum _{(c)}\left(\sum _{(c_{(1)})}(c_{(1)})_{(1)}\otimes (c_{(1)})_{(2)}\right)\otimes c_{(2)}.}
En la notación de Sweedler, ambas expresiones se escriben como
{\displaystyle \sum _{(c)}c_{(1)}\otimes c_{(2)}\otimes c_{(3)}.}
Algunos autores omiten también los símbolos de sumatorio; en esta notación de Sweedler sin sumas, se expresan
{\displaystyle \Delta (c)=c_{(1)}\otimes c_{(2)}}
y
{\displaystyle c=\varepsilon (c_{(1)})c_{(2)}=c_{(1)}\varepsilon (c_{(2)}).\;}
Siempre que se encuentre una variable con subíndices entre paréntesis en una expresión de este tipo, lleva implícito un símbolo de sumatorio.

## Otros conceptos y propiedades
Una coálgebra (C, Δ, ε) se dice coconmutativa si {\displaystyle \sigma \circ \Delta =\Delta }, donde σ: C ⊗ C → C ⊗ C es la aplicación K-lineal definida por σ(c ⊗ d) = d ⊗ c para todo c, d en C. En la notación de Sweedler sin sumas, C es coconmutativa si y solo si
{\displaystyle c_{(1)}\otimes c_{(2)}=c_{(2)}\otimes c_{(1)}}
para todo c en C. Es importante remarcar que la sumación implícita es significativa: no se requiere que los sumandos sean iguales dos a dos, solo que las sumas sean iguales, una condición mucho más débil.
Un elemento de grupo es un elemento x tal que Δ(x) = x ⊗ x y ε(x) = 1. Un elemento primitivo x satisface Δ(x) = x ⊗ 1 + 1 ⊗ x.
Si (C1, Δ1, ε1) y (C2, Δ2, ε2) son dos coálgebras sobre el mismo cuerpo K, entonces un morfismo de coálgebras de C1 en C2 es una aplicación K-lineal f : C1 → C2 tal que {\displaystyle (f\otimes f)\circ \Delta _{1}=\Delta _{2}\circ f}y {\displaystyle \epsilon _{2}\circ f=\epsilon _{1}}. En la notación de Sweedler sin sumas, la primera de estas propiedades se escribe de la forma
{\displaystyle f(c_{(1)})\otimes f(c_{(2)})=f(c)_{(1)}\otimes f(c)_{(2)}.}
La composición de dos morfismos de coálgebras es de nuevo un morfismo de coálgebras, y las coálgebras sobre K junto con esta noción de morfismo forman una categoría.
Un subespacio lineal I en C se dice coideal si I ⊆ ker(ε) y Δ(I) ⊆ I ⊗ C + C ⊗ I. En este caso, el espacio cociente C/I toma estructura de coálgebra de forma natural.
Un subespacio D de C se dice una subcoálgebra si Δ(D) ⊆ D ⊗ D; en este caso, D es también una coálgebra, con la restricción de ε a D como counidad.
El núcleo de todo morfismo de coálgebras f : C1 → C2 es un coideal en C1, y la imagen es una subcoálgebra de C2. Los teoremas de isomorfía habituales son válidos para coálgebras, de forma que por ejemplo C1/ker(f) es isomorfo a im(f).
Si A es una K-álgebra asociativa unitaria de dimensión finita, entonces A∗ es una coálgebra de dimensión finita, y de hecho toda coálgebra de dimensión finita surge de esta forma de un álgebra de dimensión finita (en particular del K-dual de la coálgebra). Bajo esta correspondencia, las álgebras conmutativas de dimensión finita se corresponden con las coálgebras coconmutativas de dimensiókn finita. Así, en el caso de dimensión finita, las teorías de álgebras y coálgebras son duales; estudiar una es equivalente a estudiar la otra. Sin embargo, las relaciones divergen en el caso de dimensión infinita: mientras que el K-dual de toda coálgebra es un álgebra, el K-dual de un álgebra de dimensión infinita no tiene por qué ser una coálgebra.
Toda coálgebra es suma de sus subcoálgebras de dimensión finita, algo que no es cierto para álgebras. De forma abstracta, las coálgebras son generalizaciones duales de las álgebras asociativas unitarias de dimensión finita.
Correspondiendo al concepto de representación para álgebras está el de correpresentación de comódulos.